# Nowogród (gmina)
Nowogród – gmina miejsko-wiejska w województwie podlaskim, w powiecie łomżyńskim. W latach 1975–1998 gmina położona była w województwie łomżyńskim.
Siedziba gminy to Nowogród.
Według danych z 30 czerwca 2010 gminę zamieszkiwało 3997 osób. Natomiast według danych z 31 grudnia 2019 roku gminę zamieszkiwało 4028 osób.

## Struktura powierzchni
Według danych z roku 2002 gmina Nowogród ma obszar 100,98 km², w tym:
- użytki rolne: 68%
- użytki leśne: 21%

Gmina stanowi 7,46% powierzchni powiatu.

## Demografia

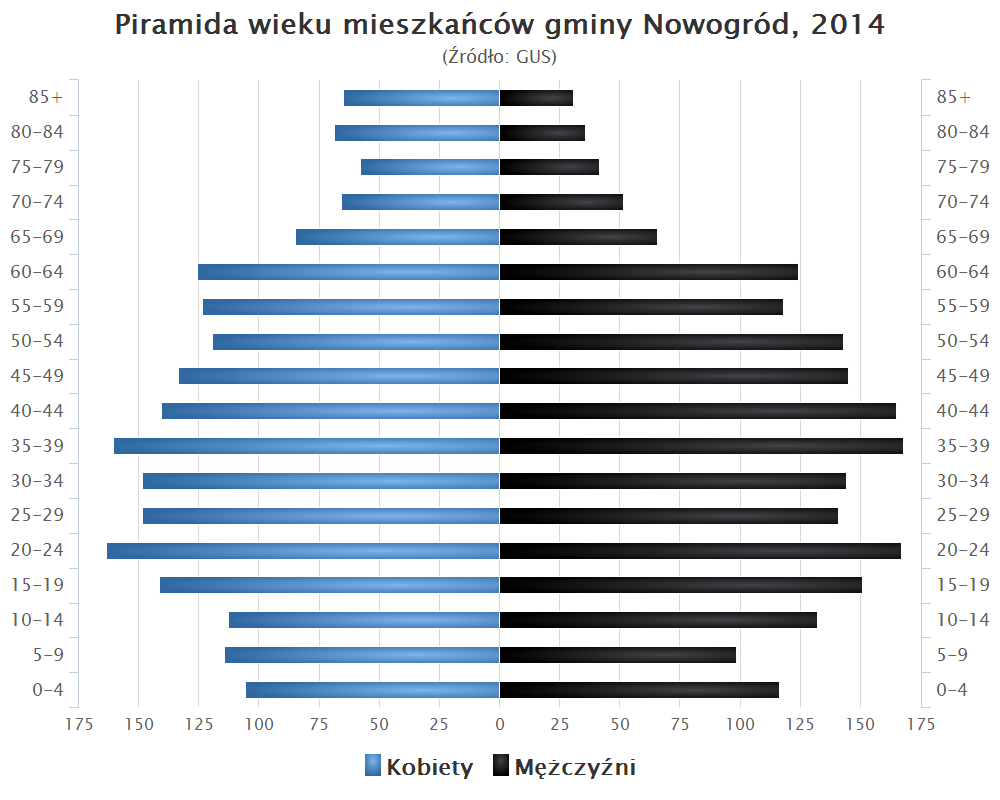
Piramida wieku mieszkańców gminy Nowogród w 2014 roku

Dane z 30 czerwca 2010:
| Opis                              | Ogółem | Ogółem | Kobiety | Kobiety | Mężczyźni | Mężczyźni |
| --------------------------------- | ------ | ------ | ------- | ------- | --------- | --------- |
| jednostka                         | osób   | %      | osób    | %       | osób      | %         |
| populacja                         | 3997   | 100    | 2000    | 50,04   | 1997      | 49,96     |
| gęstość zaludnienia (mieszk./km²) | 39,58  | 39,58  | 19,81   | 19,81   | 19,77     | 19,77     |

## Sołectwa
Baliki, Chmielewo, Dzierzgi, Grądy, Grzymały, Jankowo-Młodzianowo, Jankowo-Skarbowo, Kupnina, Mątwica (sołectwa: Mątwica I i Mątwica II), Morgowniki, Ptaki, Serwatki, Sławiec Dworski, Sławiec, Sulimy, Szablak.

## Sąsiednie gminy
Łomża, Mały Płock, Miastkowo, Zbójna